# ギュスターヴ・モロー美術館
ギュスターヴ・モロー美術館（ギュスターヴ・モローびじゅつかん、仏: Musée national Gustave-Moreau）は、フランスのパリにある美術館である。画家ギュスターヴ・モローが1852年から暮らした邸宅が美術館として公開されている。初代館長はモローの教え子だったジョルジュ・ルオーである。

## 沿革
1852年、モローはパリ9区ラ・ロッシュフーコー街にある邸宅に移り住み、そこを自宅兼アトリエとした。モローは亡くなる前からこの邸宅を自身の作品の展示場にすることを考えており、展示室も作っていた。モローの死後、邸宅はコレクションと共に国に遺贈され、1903年に美術館として開館した。

## コレクション
モローの油彩画・水彩画だけでなくデッサンも閲覧出来るようになっている。その作品数は14000点以上とも言われる。

## ギャラリー

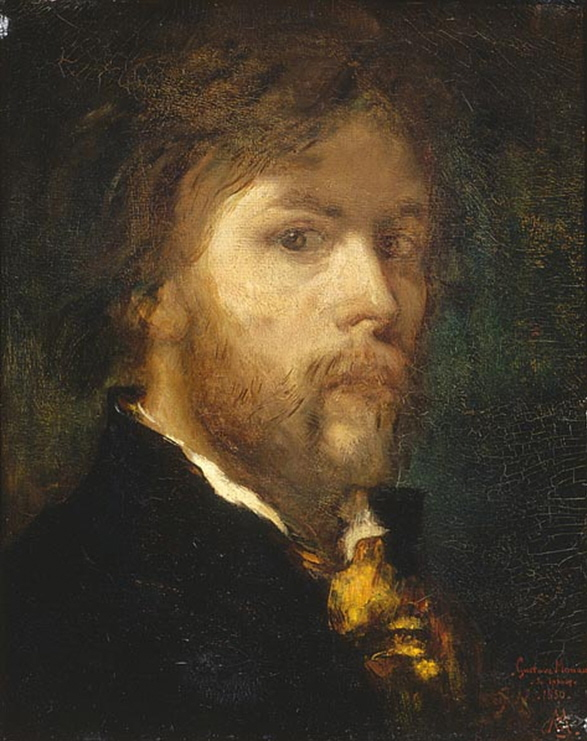
『自画像』（1850）
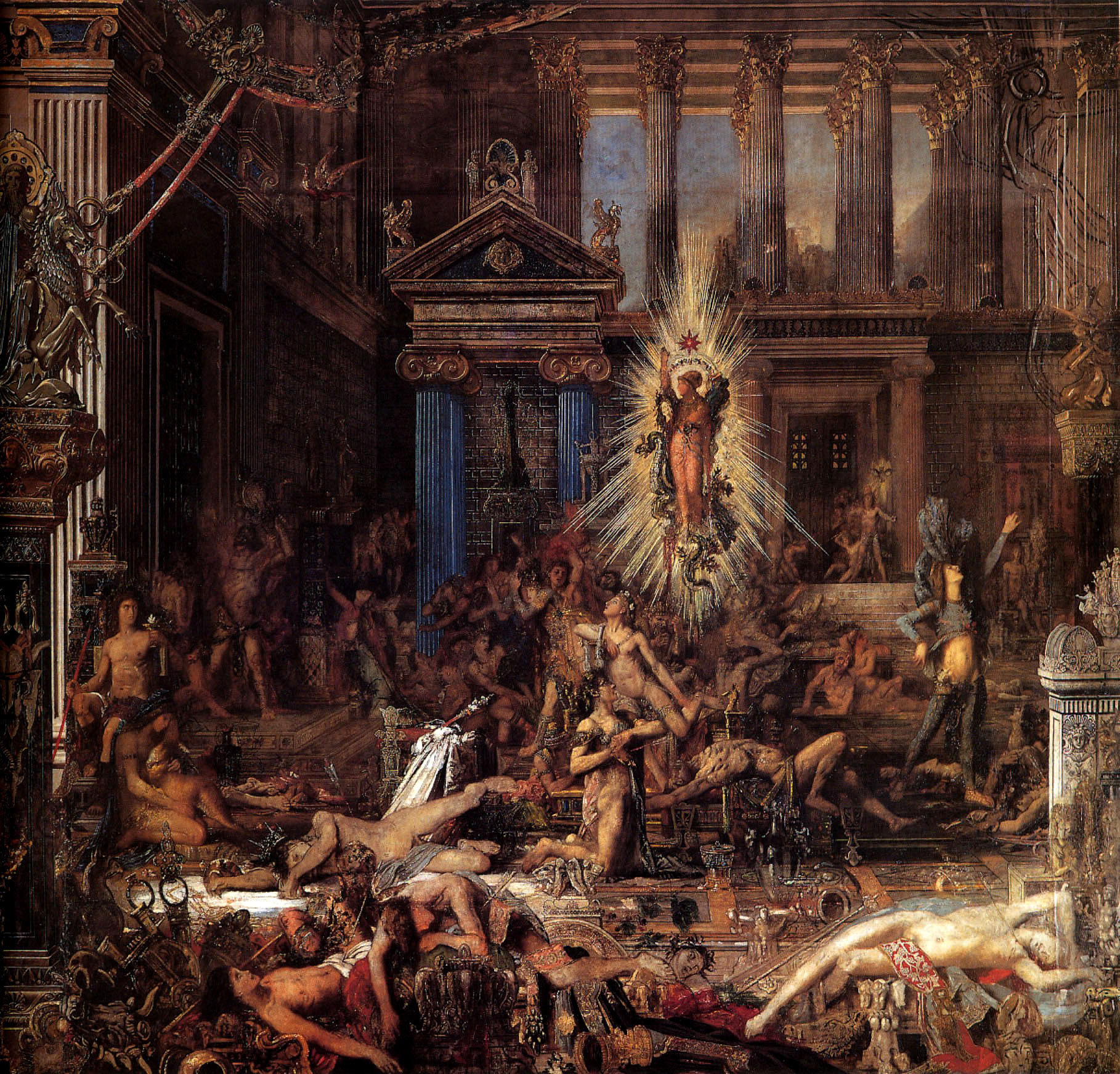
『求婚者たち』 （1852-1853）
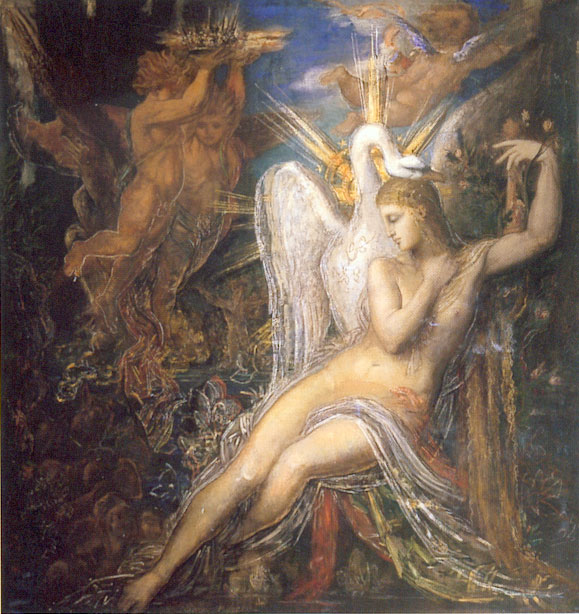
『レダ』（1865-1875）
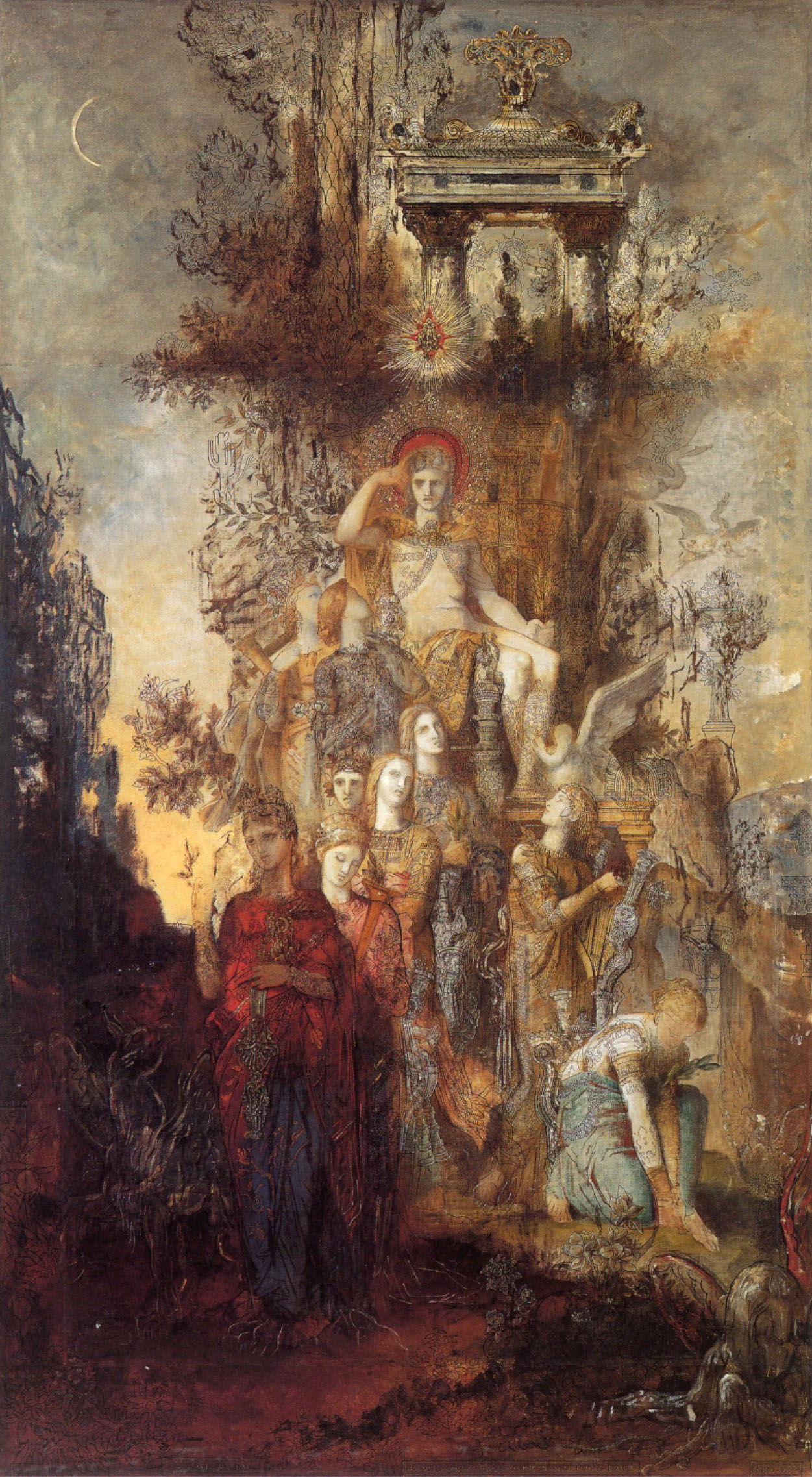
『世界を照らすため父アポロンのもとを去るミューズ』（1868）
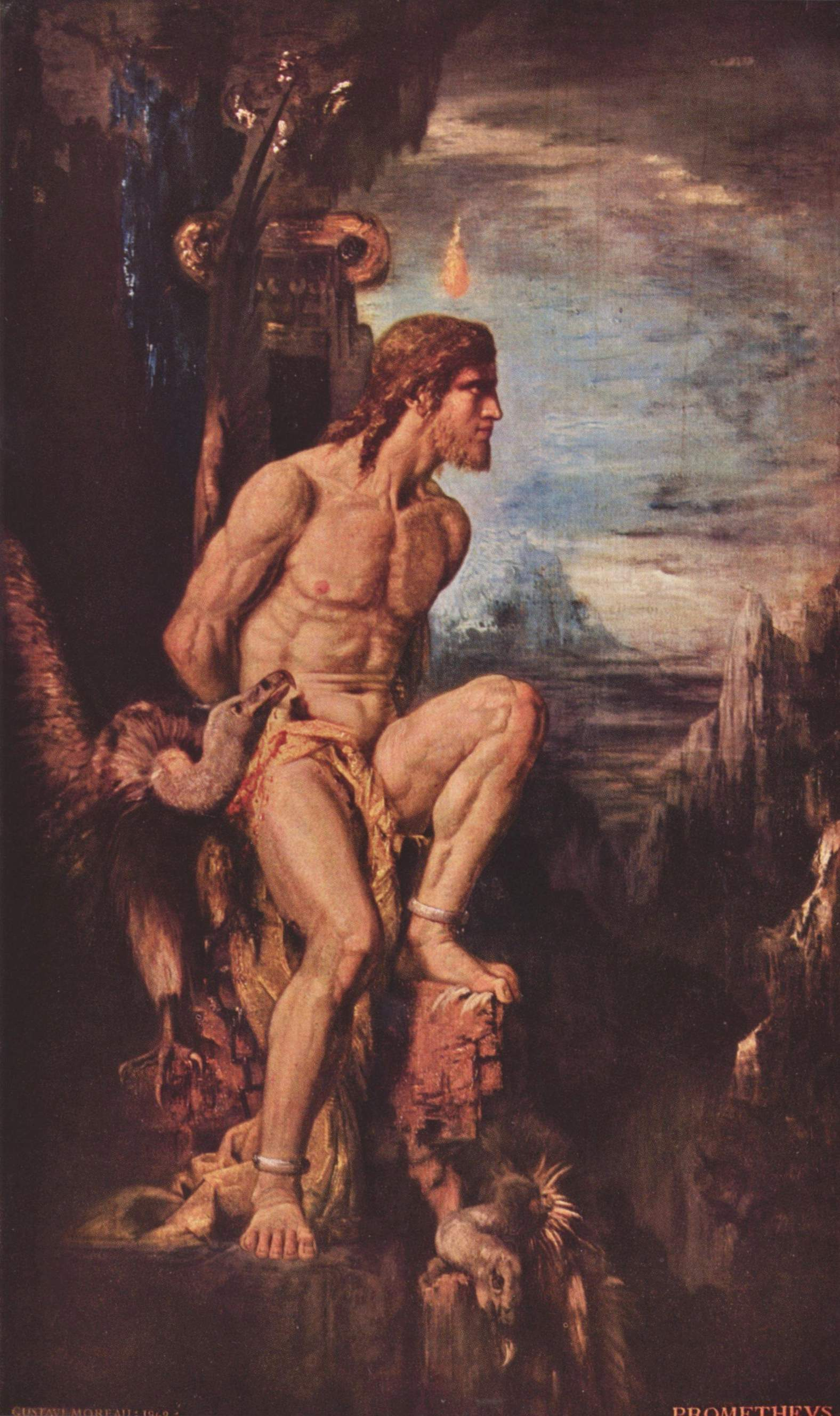
『プロメテウス』（1868年）
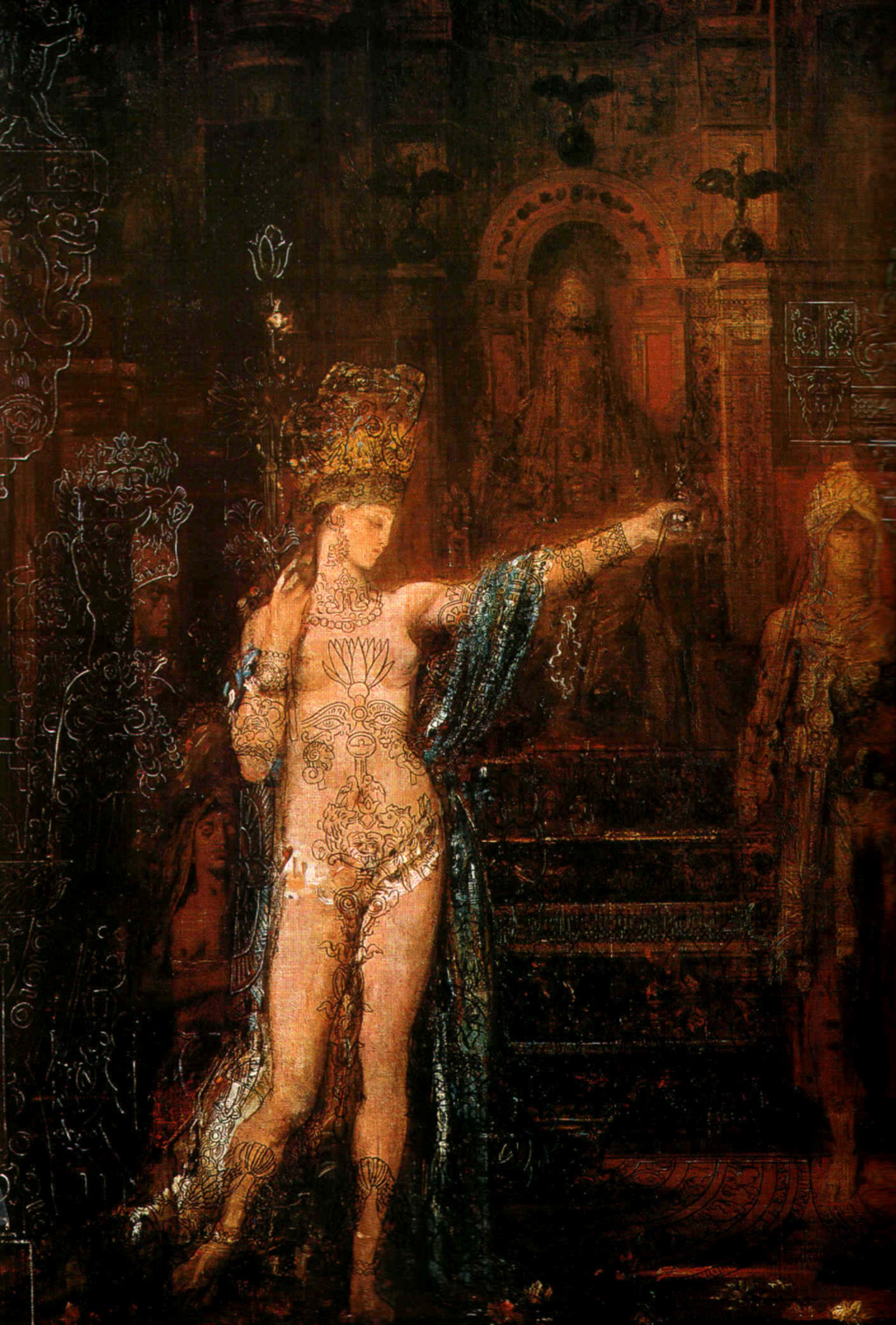
『刺青のサロメ』（1871）
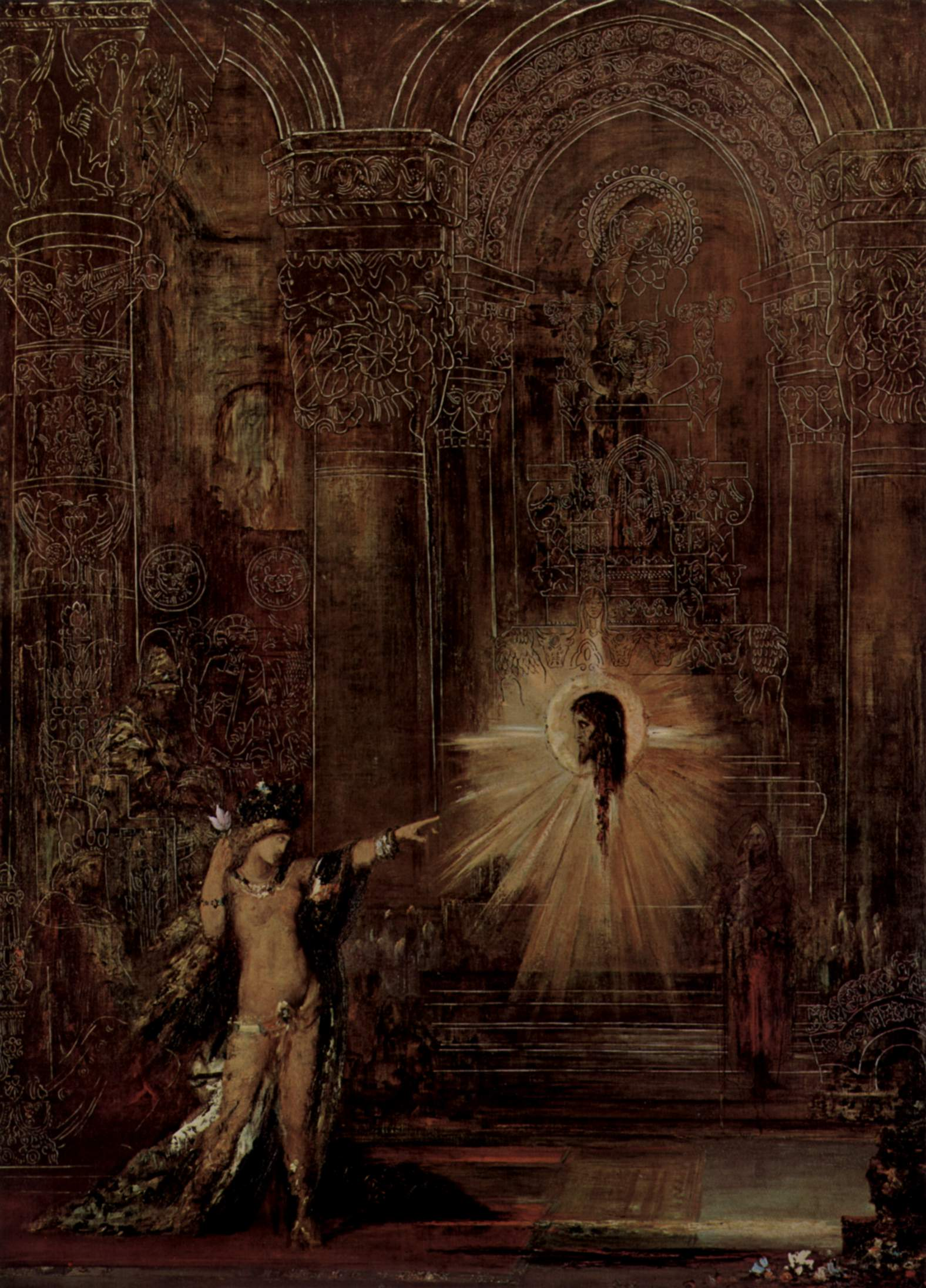
『出現』（1876）
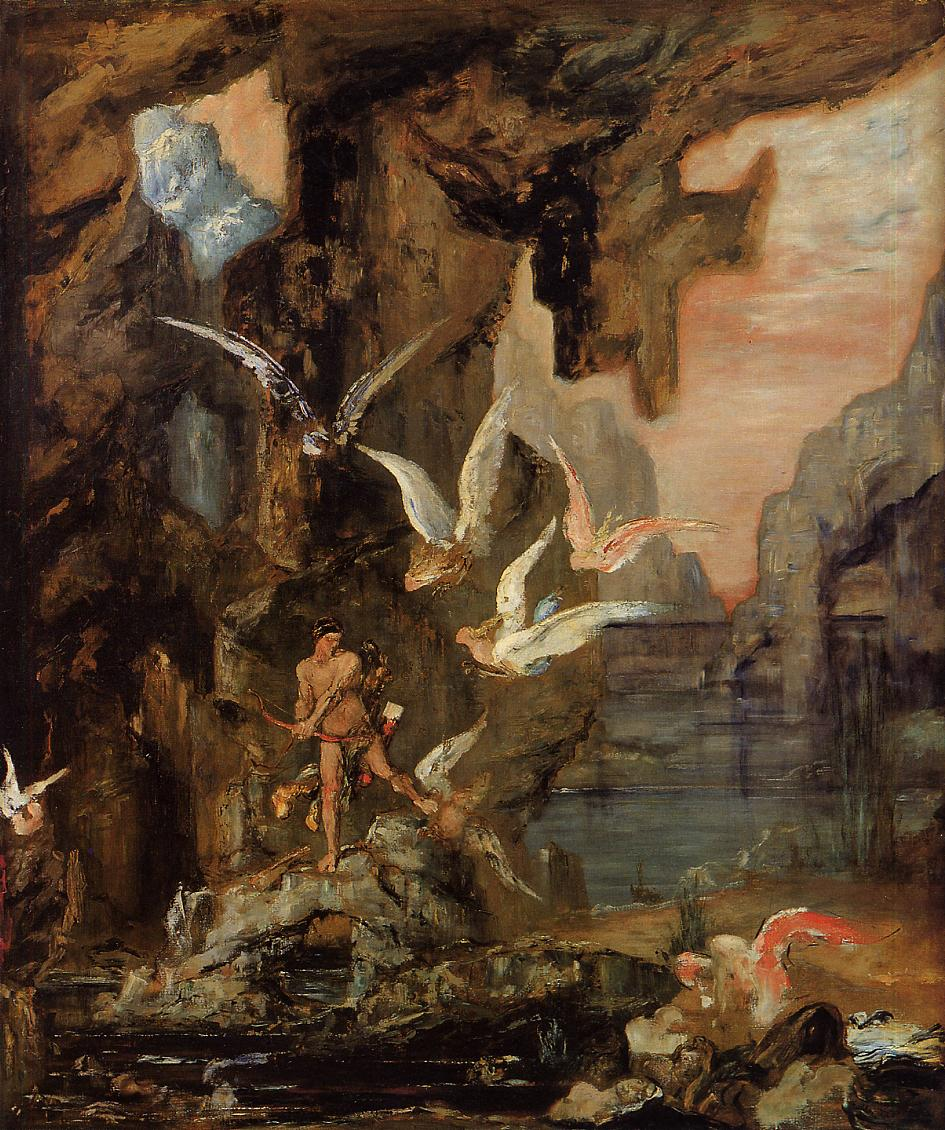
『ステュンパロス湖のヘラクレス』（1875-1880）
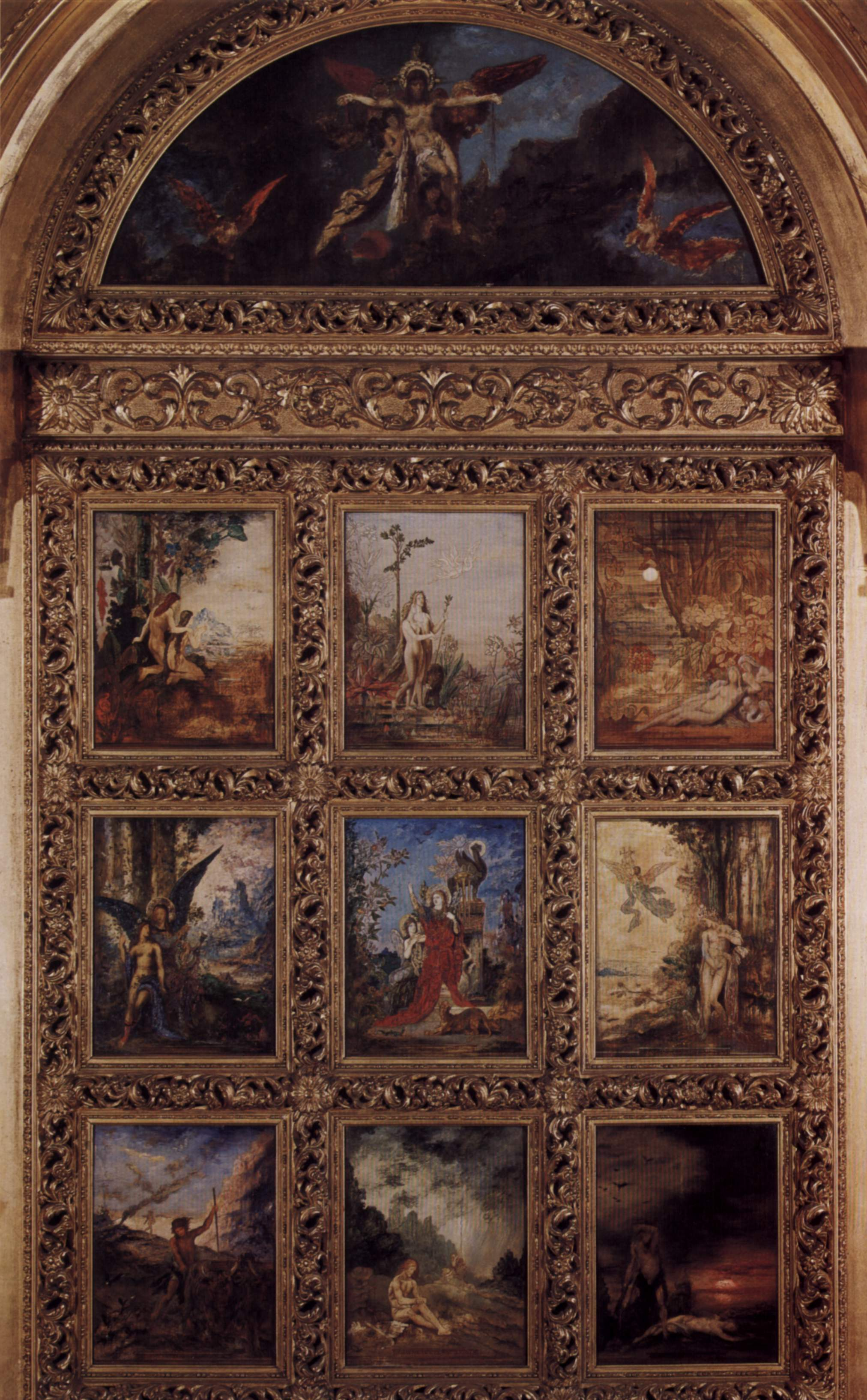
『人類の生』（1886）
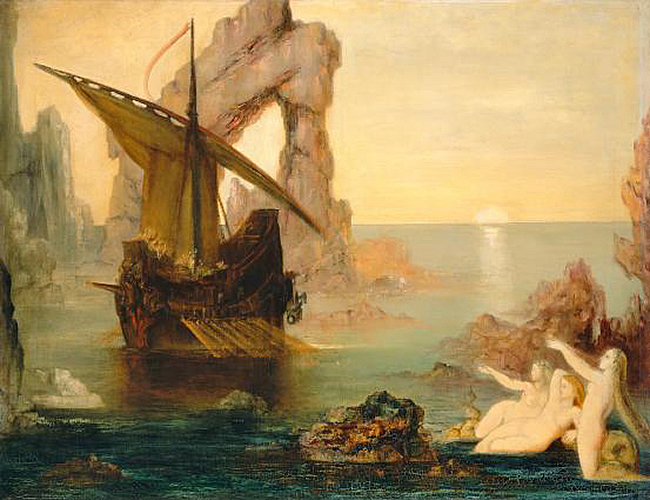
『オデュッセウスとセイレーンたち』（1889）
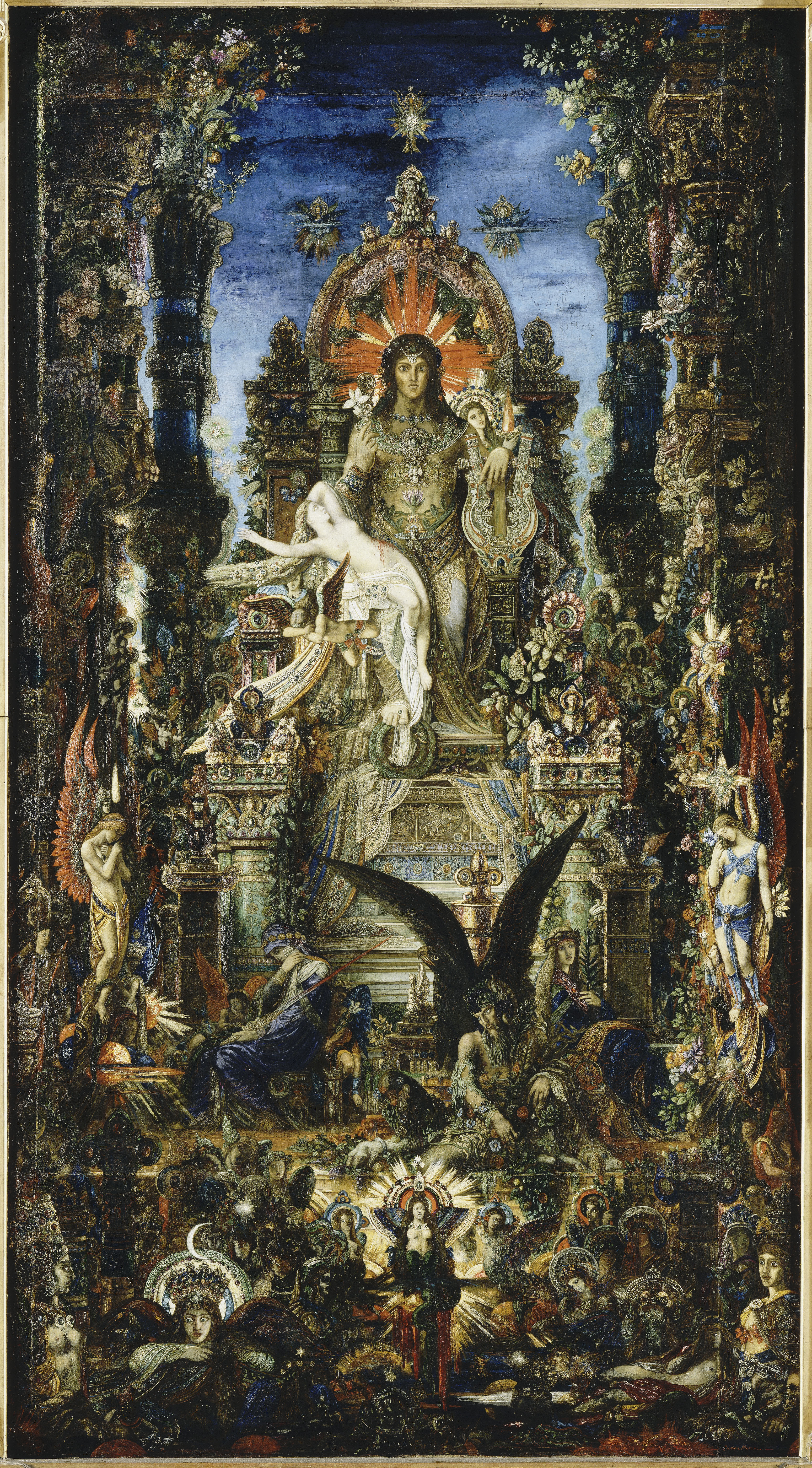
『ユピテルとセメレ』 （1894-1895）